# Jekaterina Alexandrowna Ankinowitsch
Jekaterina Alexandrowna Ankinowitsch (Geburtsname unbekannt) (russisch Екатерина Александровна Анкинович; * 24. Novemberjul. / 7. Dezember 1911greg. im Dorf Malyje Jaltschiki in Tschuwaschien; † 10. Juli 1991 in Alma-Ata) war eine sowjetische Geologin und Hochschullehrerin.

## Leben
Bis 1932 arbeitete Ankinowitsch als Lehrerin an einer Dorfschule. Dann studierte sie am Leningrader Bergbau-Institut (LGI) in der Fakultät für Prospektion mit Abschluss 1937. Sie heiratete ihren Kommilitonen Stepan Ankinowitsch (1912–1985) aus dem Rajon Orscha.
1938 begann Ankinowitsch mit ihrem Mann in Alma-Ata in der Geologie-Verwaltung zu arbeiten. 1940 waren sie an der Entdeckung der Lagerstätte Nikolajewskoje Polimetallitscheskoje Mestoroschdenije in Ostkasachstan beteiligt. Ab 1943 leitete sie die Geologie-Gruppe in der Qaratau-Expedition und dann die Technik-Gruppe der Geologie-Verwaltung Juschkasgeologije.
1948 wurde sie Leiterin des Mineralogisch-Petrographischen Kabinetts einer der Expeditionen des Ministeriums für Geologie der UdSSR. Sie entdeckte 12 neue Minerale, was einem Rekord in der UdSSR entsprach.
1953 unterrichtete sie in Alma-Ata am Kasachischen Bergbau-Metallurgie-Institut am Lehrstuhl für Lagerstättenkunde. 1964 wurde sie zur Doktorin der mineralogischen Wissenschaften promoviert mit Ernennung zur Dozentin. 1967 folgte die Ernennung zur Professorin.

## Ehrungen und Preise
Nach Ankinowitsch wurde das Mineral Ankinovichit benannt.
- Stalinpreis III. Klasse (1948) für die Erschließung der Lagerstätte Nikolajewskoje Polimetallitscheskoje Mestoroschdenije
- Verdiente Wissenschaftlerin der Kasachischen Sozialistischen Sowjetrepublik[1]